# Коследаа-Люб-Боаст
Коследаа́-Люб-Боа́ст (фр. Coslédaà-Lube-Boast) — коммуна во Франции, находится в регионе Аквитания. Департамент — Атлантические Пиренеи. Входит в состав кантона Тер-де-Люи и Кото-дю-Вик-Бий. Округ коммуны — По.
Код INSEE коммуны — 64194.

## География

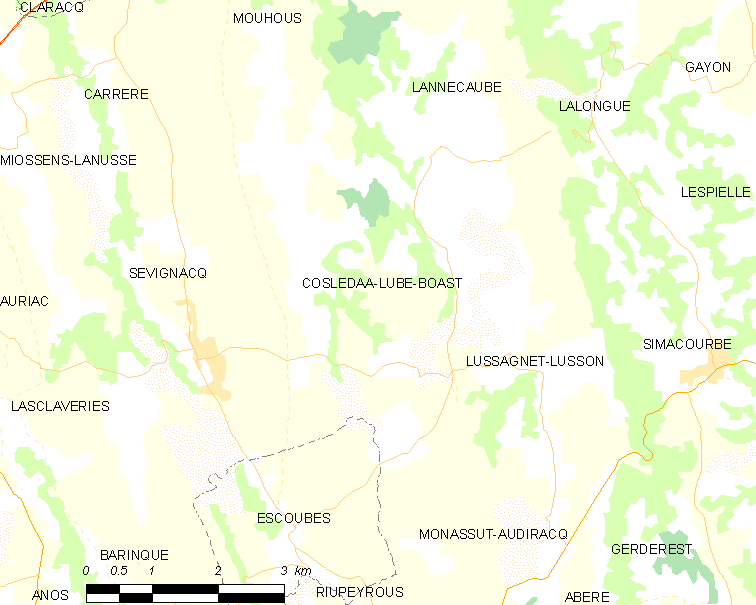
Карта коммуны

Коммуна расположена приблизительно в 640 км к югу от Парижа, в 160 км южнее Бордо, в 21 км к северо-востоку от По.

### Климат
Климат тёплый океанический. Зима мягкая, средняя температура января — от +5°С до +13°С, температуры ниже −10 °C бывают редко. Снег выпадает около 15 дней в году с ноября по апрель. Максимальная температура летом порядка 20-30 °C, выше 35 °C бывает очень редко. Количество осадков высокое, порядка 1100 мм в год. Характерна безветренная погода, сильные ветры очень редки.

## Население
Население коммуны на 2010 год составляло 377 человек.
| 1962 | 1968 | 1975 | 1982 | 1990 | 1999 | 2010 |
| ---- | ---- | ---- | ---- | ---- | ---- | ---- |
| 375  | 344  | 323  | 328  | 319  | 312  | 377  |

## Администрация
| Период | Период | Фамилия            | Партия | Примечания |
| ------ | ------ | ------------------ | ------ | ---------- |
| 1953   | 1965   | Жан-Мари Гранже    |        |            |
| 1965   | 1983   | Жан-Батист Салабер |        |            |
| 1983   | 2014   | Жан-Клод Лагабар   |        |            |
| 2014   | 2020   | Паскаль Бургина    |        |            |

## Экономика
В 2010 году среди 229 человек трудоспособного возраста (15-64 лет) 180 были экономически активными, 49 — неактивными (показатель активности — 78,6 %, в 1999 году было 70,3 %). Из 180 активных жителей работали 169 человек (96 мужчин и 73 женщины), безработных было 11 (6 мужчин и 5 женщин). Среди 49 неактивных 14 человек были учениками или студентами, 16 — пенсионерами, 19 были неактивными по другим причинам.

## Достопримечательности
- Церковь Св. Иоанна Крестителя (XI век)[4]
- Церковь Св. Лаврентия (XI век)[5]
- Церковь Успения Пресвятой Богородицы (XII век)[6]

## Фотогалерея

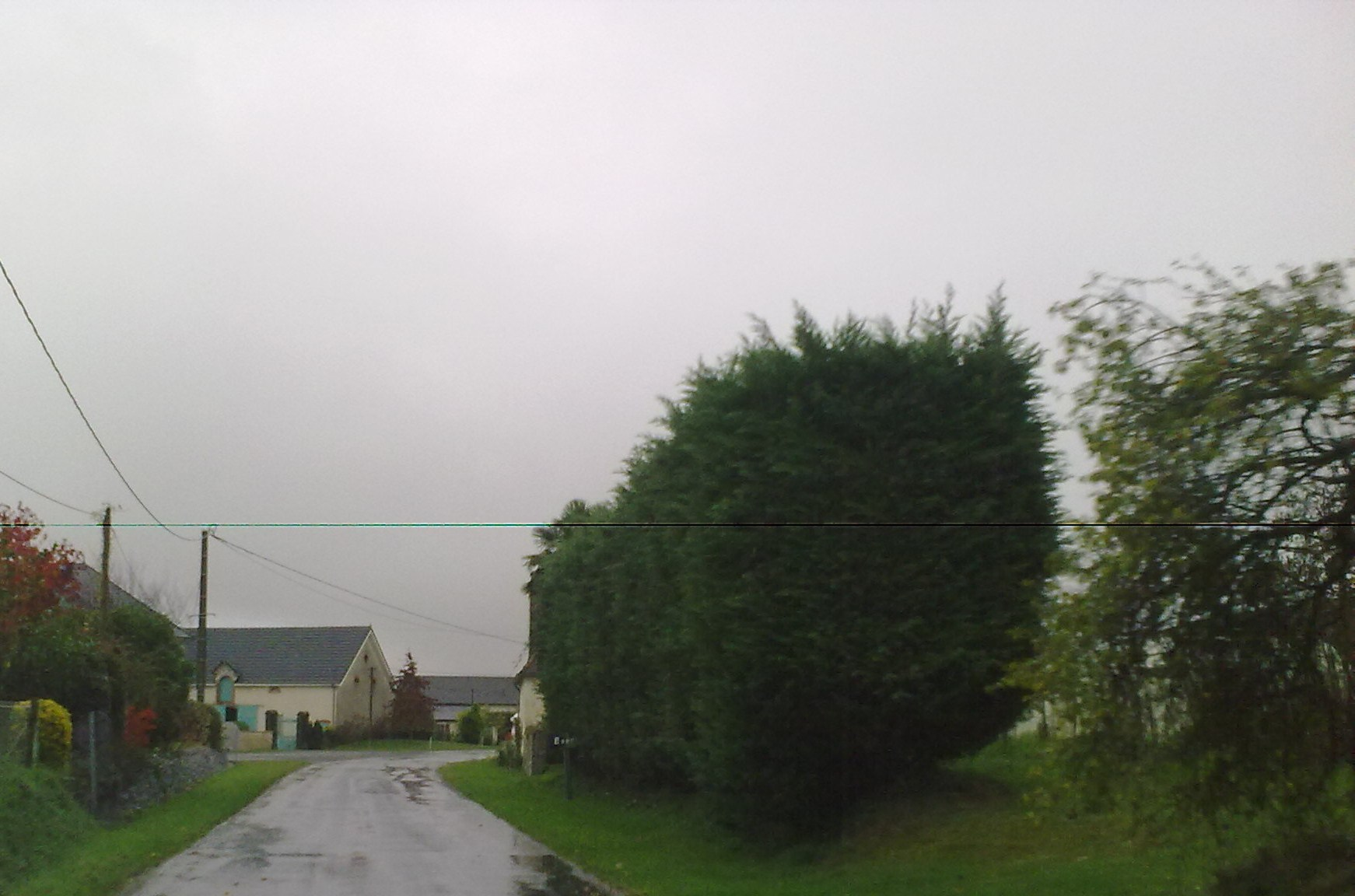
Въезд в Коследаа-Люб-Боаст
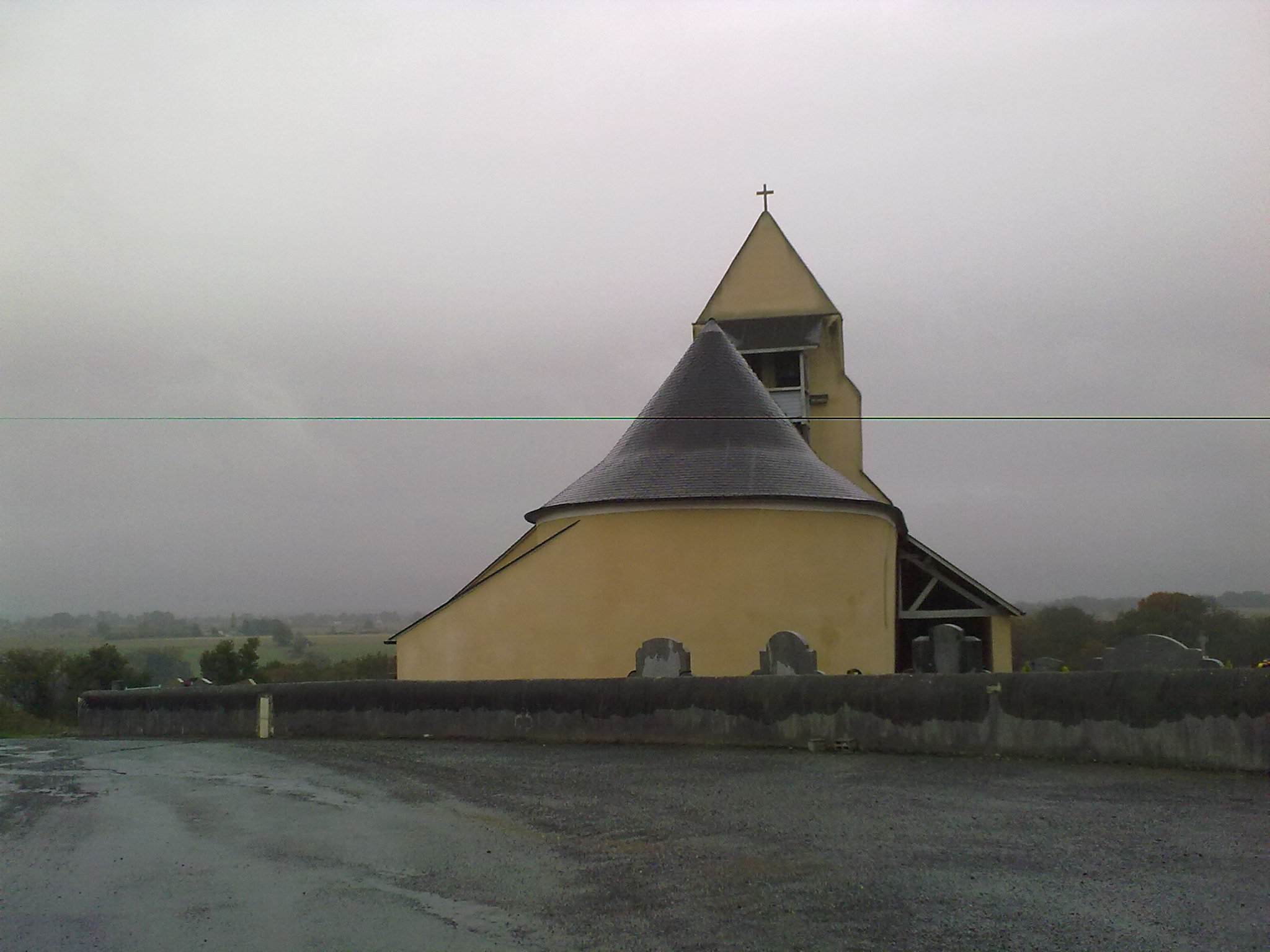
Церковь Св. Иоанна Крестителя
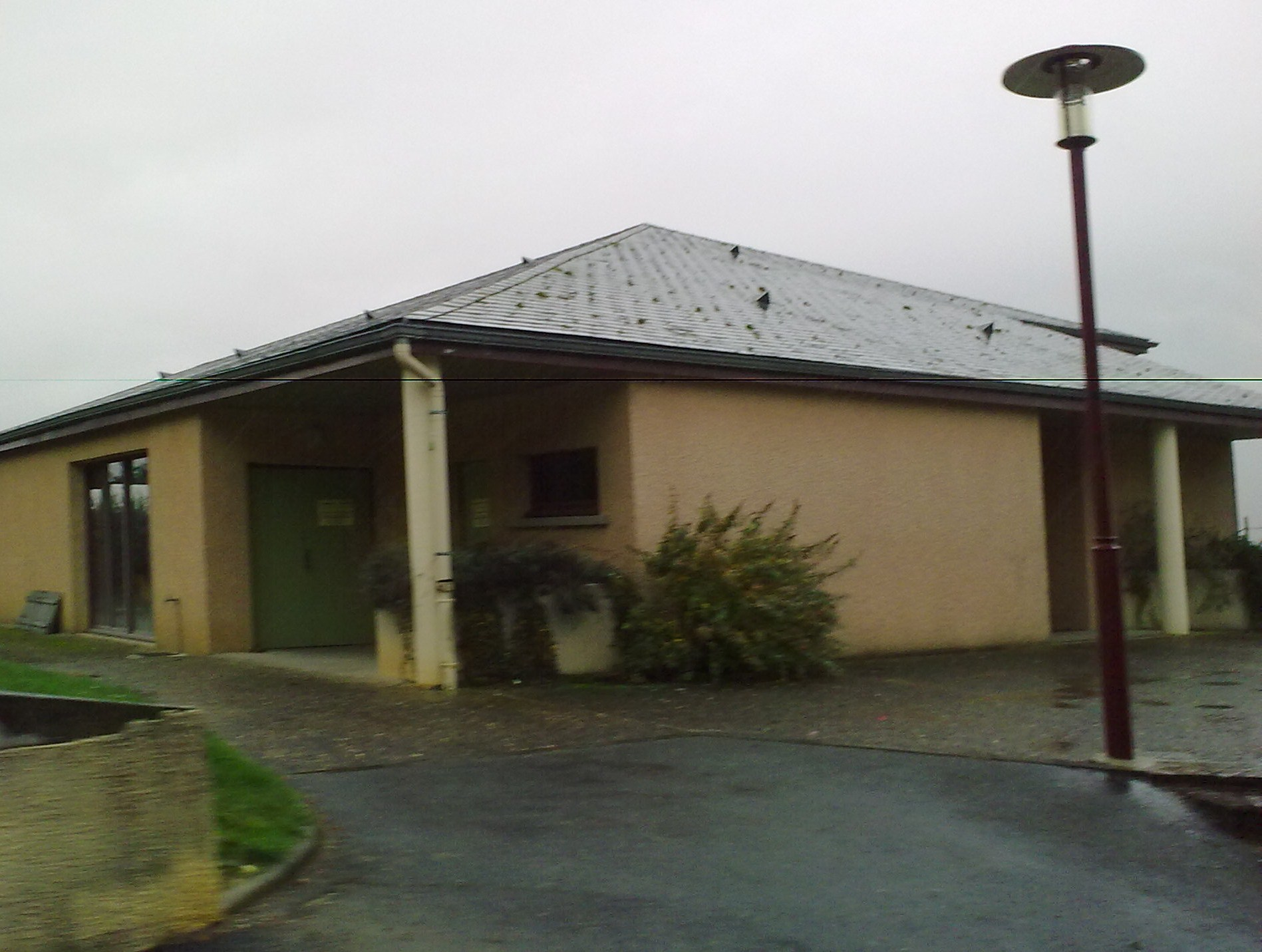
Зал
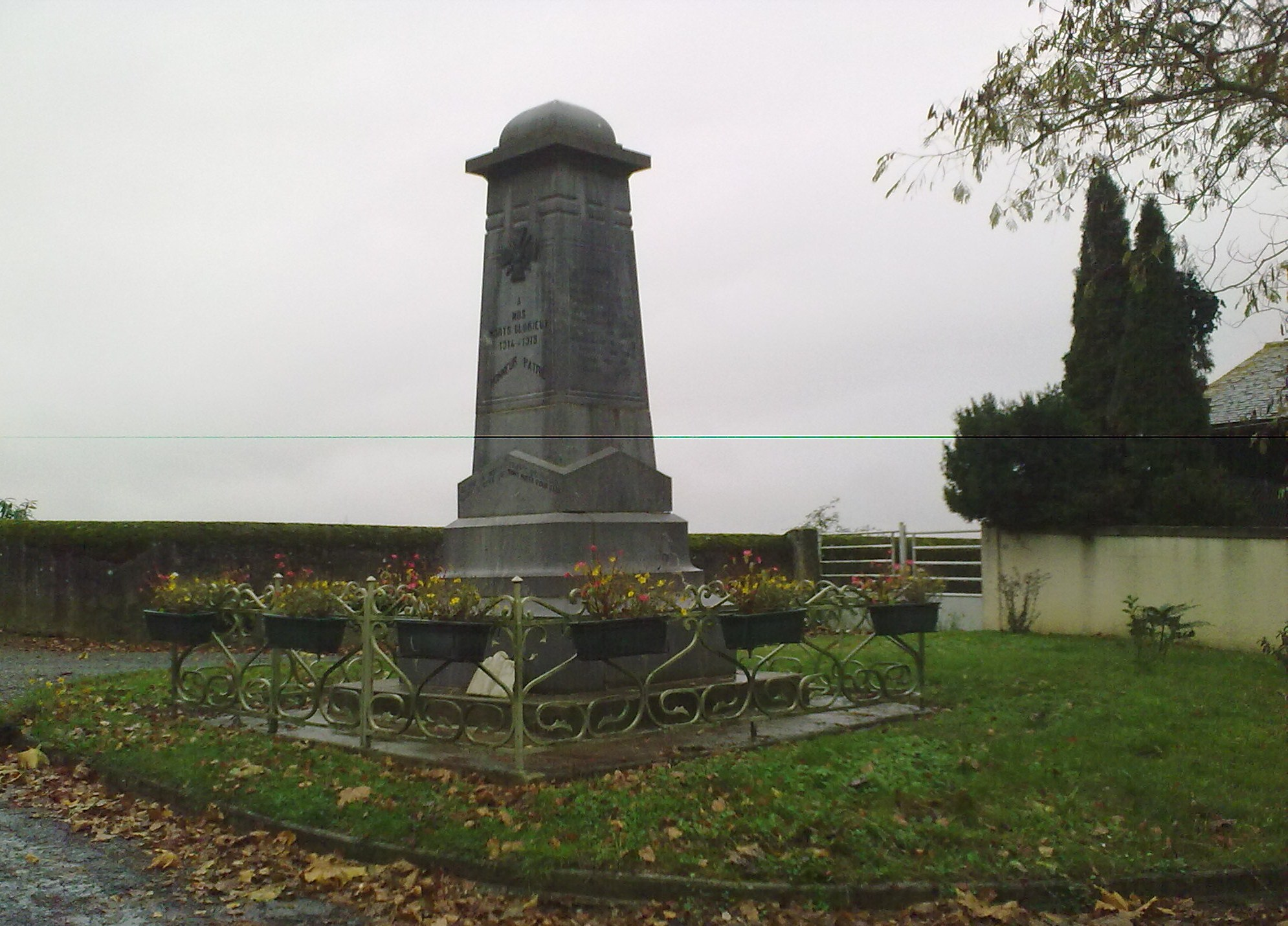
Военный мемориал